# プリマポルタのアウグストゥス
プリマポルタのアウグストゥスは、古代ローマ帝国初代皇帝アウグストゥスをモデルとしたなかでも最もよく知られている大理石像。アウグストゥスの妻リウィア・ドルシッラが隠居していたプリマポルタのリウィアのヴィラ跡から1863年に発見された。プリマポルタの呼称は発掘地に由来する。現在はバチカン美術館に所蔵されている。
アウグストゥスの大理石像は数多く作られたため現在にも少なくない数が残っているが、このプリマポルタのアウグストゥスはそれらの中でも特に保存状態がよく、ほぼ完璧な形で発見されている。このためアウグストゥス像の様態からのグループ分けでも一つのグループの基準として使われている。この軍装のアウグストゥス像はその彫刻としての評価も非常に高く、しばしばローマ美術の代表作に挙げられる。作られた年代はアウグストゥスが権力を確立した紀元前28/27年以降と考えられており、それ以前のタイプがヘレニズム美術の影響が強かったのに対し、このプリマポルタのアウグストゥスが代表するタイプは古典ギリシアの理想主義的な要素が強調されている。作られた当時は彩色されていたことが知られているが、発掘された時点ですでに現在と同じようにこの彩色は失われていた。しかしそのことが逆に素材として使われた大理石の風合いを生かし、像に重厚さを与えている。
アウグストゥスが身に付けている甲冑にはローマ軍団の象徴たる鷲旗（軍団旗）がローマに返還される場面が浮き彫りによって描かれている。この鷲旗はマルクス・リキニウス・クラッススまたはマルクス・アントニウスがパルティアとの戦いで失ったものとされ、アウグストゥスがパルティアから鷲旗の返還を受けたことをモチーフに描かれている。アウグストゥスはこうした功績を自らの像の形で記すことによってパクス・ロマーナの到来を象徴的に示そうとしたとされる。
またアウグストゥスの足元には女神ウェヌスの子とされるアモルが配置されており、アウグストゥスがカエサルの養子となることで属したユリウス氏族の女神に連なる血統を連想させる。ユリウス氏族はウェヌスの子孫であると主張していた。